# Лукиан (священномученик Киево-Печерский)
Лукиан Печерский (ум. 1243) — пресвитер, священномученик, живший в XIII веке.
Как и о многих подвижниках Печерского монастыря времён монголо-татарского нашествия, о священномученике Лукиане известно очень мало. Во время нашествия приняли мученическую кончину и некоторые из Печерских святых.
Во время Западного похода монголов под предводительством Батыя Лукиан был убит после взятия Киева войском Золотой Орды, о чём говорится на одной древней доске с иконой святого.
Впервые мощи подвижника указаны на карте Дальних пещер, предположительно относящейся к 1744 году: «преподобный Лукиян священномученик». На карте 1769—1789 годов на том же месте ошибочно отмечен «св. Тихон мученик». На картах XIX века вновь упомянут «Лукиан священномученик».
Мощи Киево-Печерского священномученика покоятся в Дальних (Феодосиевых) пещерах Киево-Печерского монастыря.
Память совершается 15 (28) октября и 28 августа (10 сентября) в день святого священномученика Лукиана Пресвитера, вместе с другими преподобными, почивающими в Дальних пещерах лавры.